# Friedrich Nietzsche
Friedrich Wilhelm Nietzsche ([ˌfʁiːdʁɪç ˈniːt͡ʃə], Duitse uitspraakⓘ; Röcken, 15 oktober 1844 – Weimar, 25 augustus 1900) was een Duits filosoof, cultuurcriticus, componist, dichter en filoloog die wordt beschouwd als een van de invloedrijkste moderne denkers.

## Levensloop

### De jonge Nietzsche
Nietzsche werd in 1844 geboren in de plaats Röcken nabij Leipzig dat destijds bij Pruisen behoorde. Hij was de zoon van Karl Ludwig Nietzsche, een dominee die op 30 juli 1849 overleed. In 1850 verhuisde de familie naar Naumburg. Nietzsches zus Elisabeth, die na zijn dood een belangrijke rol speelde bij de receptie van zijn werk, was twee jaar jonger. Hij bracht het grootste deel van zijn vroege jeugd door tussen vijf vrouwen: zijn moeder Franziska, zijn jongere zus Elisabeth, zijn grootmoeder van moederskant en twee ongetrouwde tantes. Als jongen bezocht hij de Schulpforta in Bad Kösen, een middelbare school voor hoger begaafden, waar eerder onder meer de Duitse schrijver Friedrich Gottlieb Klopstock schoolging.
Nietzsche studeerde korte tijd theologie aan de universiteit van Bonn, maar verloor zijn geloof en stapte over op filologie, waardoor hij zijn kennis van de klassieke literatuur kon verdiepen. Hij vervolgde die studie aan de universiteit van Leipzig. Tijdens zijn studies ging hij één of meerdere keren naar bordelen, waar hij syfilis kreeg. Wat volgens sommige bronnen tot zijn latere krankzinnigheid leidde.
In 1865 leerde Nietzsche het hoofdwerk van Schopenhauer kennen, Die Welt als Wille und Vorstellung (De wereld als wil en voorstelling) en werd onmiddellijk een aanhanger van diens filosofie. Nietzsches verering van Schopenhauer grensde aan verafgoding en critici van Schopenhauer beschouwde hij als zijn persoonlijke vijanden. Zijn interesse verschoof van de filologie naar de filosofie.:29

### Hoogleraarschap in Bazel
In 1869 werd Nietzsche hoogleraar aan de universiteit van Bazel en opgenomen in de kring rond Richard Wagner, evenals hij een schopenhaueriaan. Nietzsches eerste grote werk verschijnt in 1872, Die Geburt der Tragödie aus dem Geiste der Musik, waarin de oorsprong van de tragedie met filosofische speculatie wordt onderzocht.
Vanaf 1875 raakte Nietzsche in een intellectuele en emotionele crisis. Zijn enthousiasme voor Wagner en Schopenhauer bekoelde. Tijdens de Richard-Wagner-Festspiele van 1876 ergert Nietzsche zich aan de banaliteit van het theater en het publiek. Zijn vroegere omarming van Wagner slaat om in vijandschap.
De breuk met Schopenhauer volgde kort daarop. Op 6 december begon Nietzsche het werk van de filosoof Mainländer te lezen, die een uitgebreide kritiek op de metafysica van Schopenhauer had geschreven. Enkele dagen later, op 19 december, bekende Nietzsche dat hij niet langer de filosofie van Schopenhauer kon onderschrijven.:149
Met de publicatie van Menschliches, allzumenschliches in 1878 neemt Nietzsche publiekelijk afstand van zijn vroegere opvattingen. Onder invloed van Paul Rée neigt Nietzsche meer naar positivisme en plaatst wetenschap boven kunst.
In de jaren van zijn hoogleraarschap verslechterde zijn gezondheid aanzienlijk. Hevige, langdurige migraineaanvallen en verslechterd zicht tot op de rand van volledige blindheid maakten het hem langzamerhand onmogelijk om zijn taken nog langer uit te voeren. In 1879 gaf Nietzsche zijn positie op en verliet met een toegezegde toelage de universiteit.

### Dementie en dood
Nietzsche leefde vanaf dan als vrije filosoof, voortdurend op zoek naar de ideale klimatologische omstandigheden die zijn gezondheid konden bevorderen. Hij bracht afwisselend seizoenen door in onder andere Sils, Nice, Genua en Turijn. Hoewel er geen sprake was van genezing, beleefde Nietzsche bij vlagen een betere gezondheid.
Op 3 januari 1889 stortte de 44-jarige Nietzsche in Turijn geestelijk in. Het bekende verhaal dat hij op straat huilend een afgeranseld paard omhelsde, is nooit gedocumenteerd en berust op een scène uit de roman Misdaad en straf van de Russische schrijver Dostojevski. Bekenden van hem raakten gealarmeerd door de korte briefjes met verwarde en cryptische boodschappen die zij vanuit Turijn ontvingen. Deze bewaarde brieven staan nu bekend als zijn 'Wahnbriefe'. Hij ondertekende brieven met ‘Caesar’, ‘de gekruisigde’ en ‘Dionysos’. Hij ging naakt door de straten zwerven en dreigde zelfs de Duitse keizer te laten neerschieten. Vanwege de geestelijke crisis waarin hij was komen te verkeren werd Nietzsche door zijn vriend Franz Overbeck naar Bazel gehaald en aldaar in een psychiatrische inrichting uitgebreid onderzocht. Aanvankelijk was hij nog enigszins aanspreekbaar, maar hij werd gaandeweg steeds apathischer, willozer, verviel snel in waanvoorstellingen en herkende zijn vrienden niet meer. Van 1889 tot 1900, de laatste elf jaar van zijn leven, was hij niet meer in staat om voor zichzelf te zorgen, laat staan te schrijven. Toen behandeling definitief onmogelijk bleek, namen zijn moeder en zus de zorg voor hem op zich. Uitgevers konden zijn werken, waarvoor de belangstelling sterk toenam, nu zonder zijn bemoeienis uitgeven. Na een jarenlang ziekbed overleed Friedrich Nietzsche op 55-jarige leeftijd.
De meeste deskundigen gingen er tot voor kort van uit dat Nietzsches geestelijke aftakeling het gevolg was van syfilis. Recente wetenschappelijke inzichten hebben hierover evenwel twijfel gezaaid, aangezien bij syfilitische dementie de dood doorgaans intreedt tussen de drie en vier jaar, nadat de bacterie de hersenen heeft aangetast, terwijl Nietzsche vanaf de eerste symptomen van waanzin nog elf jaar geleefd heeft. Ook heeft niemand tijdens zijn leven ooit de diagnose gesteld dat hij aan syfilis zou lijden. Latere diagnoses spreken onder meer over een mogelijke degeneratie van de hersenbloedvaten en een tumor van het hersenvlies achter het (rechter) oog.

## Nietzsches filosofie

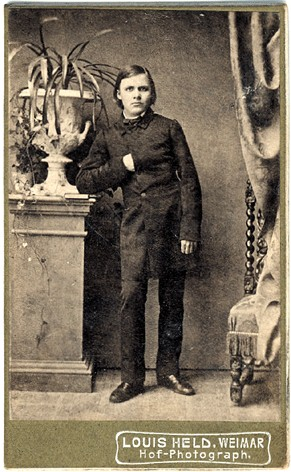
Friedrich Nietzsche in 1861

Zoals hij zelf aangaf in onder meer zijn tekst Schopenhauer als Erzieher (opgenomen in Unzeitgemäße Betrachtungen - Oneigentijdse beschouwingen) werd de jonge Nietzsche sterk beïnvloed door de filosoof Arthur Schopenhauer, wiens metafysica van de wil hij min of meer overnam, zij het dat hij er andere ethische consequenties aan verbond. Waar Schopenhauer pleitte voor een ascetische 'apollinische' levenshouding was Nietzsche juist een voorvechter van een 'dionysische' bevestiging van de levenswil. Dit strijdlustige concept werd belichaamd door de Übermensch: het in de toekomst levende resultaat van de zich voortdurend manifesterende "wil tot macht", die zich tot de huidige mens verhoudt zoals de huidige mens zich verhoudt tot een aap. Deze gedachte vond zijn bekendste uitdrukking in het boek Also sprach Zarathustra, waarvoor hij een tot dusver in de filosofie onbekende vorm gebruikt: op declamerende toon geschreven profetisch klinkende fictie, waarin met name het royaal gebruik van uitroeptekens opvalt.
Omdat Nietzsche zich rigoureus richtte op heersende ideeën - inclusief die van hemzelf - noemde hij zich de filosoof met de hamer. Beroemd is in dit verband zijn proclamatie dat God dood is (Die fröhliche Wissenschaft, §§ 108, 125 en 343). Meer in het bijzonder: de mens heeft God vermoord. Hij bedoelde dat een God buiten de mens niet kon bestaan, maar een list was om hem te knechten onder, door een priesterkaste opgelegde, leefregels en met een vals besef van goed en kwaad. Dit werd door zijn tegenstanders opgevat als 'nihilisme'. De levensontkennende slavenmentaliteit van de joods-christelijke traditie heeft volgens Nietzsche afgedaan. Nietzsche was van mening dat de slavenmoraal was ontstaan als verzet tegen de heersende orde. Daarom poneerde Nietzsche de slavenmoraal als een moraal die een externe oorzaak heeft. Hiertegenover stelde hij de heersersmoraal, de moraal die zonder invloeden van buitenaf ontstond. De slavenmoraal is immer tegen de heersersmoraal gekeerd. De heersersmoraal is de moraal voor degenen die uit ware kracht sterk, mooi en voornaam de wereld willen tegemoet treden. De slavenmoraal staat in de ogen van Nietzsche symbool voor alles wat zwak is, maar vooral sluw om uit bedrog macht te verkrijgen. Na zijn geestesverduistering heeft zijn zuster Elisabeth Förster-Nietzsche de promotie van zijn gedachten op zich genomen, door deze een plaats te geven in het extreem nationalistische denken, waarbij de slavenmoraal werd geïdentificeerd met het jodendom, en de Übermensch met de edel-Germaan, zoals deze zich manifesteerde in de Duitser van de nieuwe tijd, weldra van het fascisme. Het blijft zeer de vraag of Nietzsche zelf ooit met deze banale interpretatie van zijn denken zou hebben ingestemd. Als prominent NSDAP-partijlid wist zijn zuster hem niettemin postuum te verheffen tot geestelijk voorloper van het fascisme en in het bijzonder het Duitse nationaalsocialisme.
Nietzsches denken is een voortdurende herwaardering van het voorafgaande met de kennelijke bedoeling uiteindelijk elke metafysica en moraal achter zich te laten.
Uit Nietzsches werk blijkt zijn bereidheid tegen zichzelf in te denken en geregeld zijn standpunten te herzien. Door de schijnbare tegenstrijdigheden in zijn werk kan zijn ontwikkeling ruwweg worden ingedeeld in drie fasen:
- Eerste periode: (tot Oneigentijdse beschouwingen) idolatie voor Schopenhauer en Wagner, alsmede voor de kunst en cultuur van de oude Grieken. Nietzsche treedt op als fileerder van de westerse cultuur;
- Tweede periode: (Menselijk, al te menselijk; De vrolijke wetenschap) keert zich tegen al zijn vorige idealen, bekijkt alles nu vanaf een positivistisch standpunt: metafysica, kunst en religie zijn een verraad aan het werkelijke leven, een niet-aanvaarden dat het leven leed inhoudt.[11][12]
- Derde periode: (vanaf Aldus sprak Zarathoestra) hierin ontwikkelt Nietzsche een eigen waardeleer en maakt zich los van het positivisme. Begrippen als God is dood, de wil tot macht en het idee van de eeuwige wederkeer gaan een belangrijke rol spelen.
- Daarnaast kan de periode 1878-1886 (Menselijk, al te menselijk; Voorbij goed en kwaad) als een aforistische periode betiteld worden.

### Richard Wagner en Arthur Schopenhauer
Richard Wagner zou volgens Nietzsche de geest van de Griekse tragedies laten herleven. Daarin is de protagonist een held die zelfbewust en krachtig handelt, maar ook de wijsheid heeft zich te voegen naar zijn lot. De mens is onderworpen aan krachten die sterker zijn dan hijzelf, en daarop dient hij zijn wil af te stemmen. Deze thema's komen terug in de vroege opera's van Wagner. De menselijke helden van Wagner zijn niet aan de goden onderworpen, maar zoeken hun eigen lotsbestemming. De breuk met Wagner ontstond door diens opera Parsifal. Daarin liet Wagner zijn oorspronkelijke standpunt los en zocht een toenadering tot het christendom. Nietzsche zag daarin een door commerciële motieven ingegeven bijsturing.
De wil geldt voor Schopenhauer als levensprincipe en is datgene in de mens dat alles voortstuwt en in beweging brengt. De menselijke geest en de materiële wereld worden door de wereldwil bewogen. De wil en zijn drang tot rusteloze verandering zijn volgens Schopenhauer echter eerder een bron van ongeluk dan van geluk. Schopenhauer zag de wereldwil als bron van begeerte en de begeerte als een vorm van pijn. Men kon alleen streven naar zo min mogelijk pijn. Aan die veranderlijkheid kunnen we niet ontkomen en berusting is volgens Schopenhauer dan ook het enige dat rest. Hij beschouwt medelijden en berusting als aangewezen weg uit een wereld van ongeluk. Nietzsche heeft deze berustende houding van Schopenhauer niet overgenomen; zo beschouwde hij medelijden niet als een deugd (zoals bij Schopenhauer en het christendom) maar veeleer als iets verachtelijks, dat de mens zou moeten overwinnen.

### Presocratici als voorbeeld
Nietzsche keert zich tegen de verdubbeling van de wereld, de verdeling in een immanente en transcendente orde. Plato en Socrates lieten zich volgens Nietzsche meeslepen door de illusies van het logische denken. De begrippen van de geest lijken stabiel te zijn, maar kunnen onmogelijk wortelen in een wereld die voortdurend aan verandering onderhevig is, zoals door Herakleitos werd gedacht. Plato vond aldus de ideeënwereld uit om aan de eeuwig veranderende wereld te kunnen ontsnappen. Deze splitsing heeft volgens Nietzsche verregaande ethische en metafysische consequenties.
De presocratici waren volgens Nietzsche aan dit drogbeeld van het dualisme en van de verdubbelde wereld in veel mindere mate ten offer gevallen. Zo schreef Herakleitos onder andere: "Men kan nooit tweemaal in dezelfde rivier baden" en "Strijd is de vader van alle dingen". Nietzsche neemt deze gedachten over en ziet de werkelijkheid als een geheel van elkaar tegenwerkende krachten waaruit hij uiteindelijk de wil tot macht destilleert.

### Nietzsche als retoricus
Het leven is volgens Nietzsche een strijd waar ieder probeert de anderen te onderwerpen. Nietzsche argumenteert niet: "Wat heb ik met argumenten te maken?". Hij gebruikt retorisch geweld waarmee hij zijn lezers probeert te overdonderen en te verleiden.
Logica is volgens Nietzsche ondergeschikt aan de retoriek en maakt deel uit van een veel breder krachtenveld dat in de menselijke communicatie leidt tot overtuiging en overreding.
Nietzsche oreert in alle openheid, zonder te veinzen een redelijke of wetenschappelijke argumentatie te geven. Dat maakt het moeilijk met hem in discussie te treden, temeer doordat hij zijn visie nergens samenhangend heeft weergegeven. We begeven ons op het pad van de illusie van de ene waarheid zodra we begrippen gebruiken. Aan deze illusie kunnen we niet ontkomen, maar we moeten wel proberen deze illusie steeds weer te doorbreken om ons bewust te blijven van het feit dat er niet één waarheid, maar slechts een perspectivisme van vele waarheden is. Daarom is zijn stijl fragmentarisch, afwisselend, en ontbreekt een afgerond geheel.

## Epistemologie

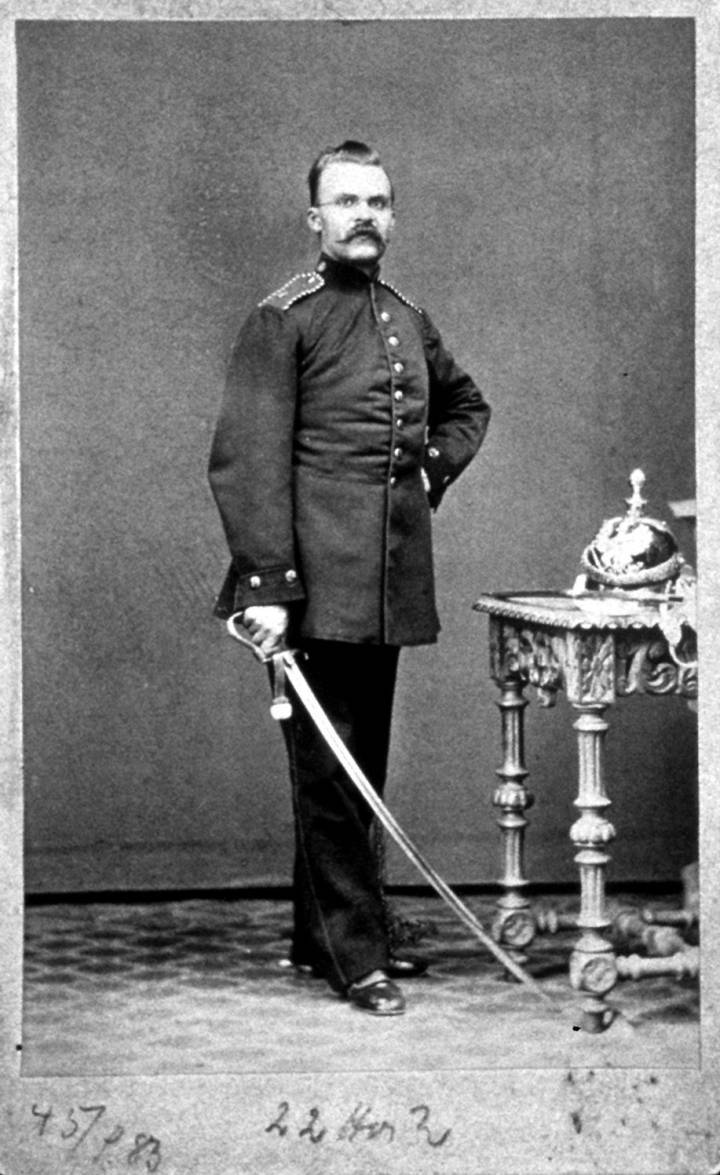
Friedrich Nietzsche in 1868

Nietzsches kennisleer is perspectivistisch, er is volgens hem geen vaststaande objectieve waarheid. Het perspectief is alleen tijdelijk waar voor degene die het perspectief ontworpen heeft.
Dat betekende volgens Nietzsche echter niet dat iedere waarheid evenveel waarheid bevat. Volgens hem berust de begripsmatige identiteit van mensen en dingen op een constructie en niet op een buiten het bewustzijn staande werkelijkheid (subjectiviteit). In het denken dichten we aan de wereld een stabiliteit toe die ze niet heeft; we bakenen vaste objecten af door ze te benoemen. Deze identificatieoperatie levert onszelf ook een identiteit: het 'ik'.
Kennen is volgens Nietzsche geen neutrale bezigheid maar een instrument. Kennis is de verbinding tussen het denken en de werkelijkheid. Het heeft de taak de werkelijkheid zo te vervormen dat ze voor ons leefbaar wordt. De wetenschap is volgens Nietzsche gebaseerd op een kunstmatig beeld van de werkelijkheid en zal op een bepaald moment aan haar grenzen komen. Ons denken kan geen greep hebben op een nimmer stabiele werkelijkheid.
De metafoor is in Nietzsches kennistheorie van fundamenteel belang. Hier is niet meer de rede aan het werk, maar de verbeeldingskracht, geen logisch maar een esthetisch vermogen. (De Amerikaanse filosoof Richard Rorty heeft zich hierdoor laten inspireren in die zin dat hij filosofie als een vorm van kunst ziet, in plaats van een absoluut kennen).
Het is voor het menselijk bestaan van levensbelang de wereld te kennen. Alhoewel onze begrippen illusoir en metaforisch zijn, zijn ze onmisbaar om te overleven. Onze begrippen berusten weliswaar op metaforen, maar ze mogen niet als nutteloos worden bestempeld. We construeren volgens Nietzsche de werkelijkheid door namen en begrippen te formuleren. Dit is de leugen die ten grondslag ligt aan alle kennis. Met het uitvinden van het kennen stelt de mens zichzelf centraal in de wereld. Hij is dan geen deel meer van die werkelijkheid. (Nietzsche is aldus de inspirator van het sociaal constructivisme).
De manier waarop we de wereld structuur geven is niet belangeloos. Zij is toegesneden op onze behoeften. We laten de wereld op onszelf lijken en zetten haar naar onze hand. Nietzsche bekritiseert niet dat we met ons denken de wereld vereenvoudigen, maar dat we daarmee beweren dat deze vereenvoudiging het echte beeld van de wereld is.
De begrippen ordenen zich tot een logische hiërarchie waardoor een systeem ontstaat dat redeneren mogelijk maakt. We zullen de zekerheid echter nooit bereiken doordat we met de rede de werkelijkheid vervormen.
Het onderscheid tussen 'zijn' en 'schijn', zoals bijvoorbeeld Plato dat maakt, verdwijnt in Nietzsches filosofie. Wanneer alleen datgene wat bestaat verschijnt, kan geen onderscheid worden gemaakt tussen waarheid en drogbeeld. De wereld doet zich voor in een oneindig aantal verschijningsvormen. We nemen de wereld waar conform onze behoeften, belangen en gesteldheden. Kennen is volgens Nietzsche aldus een vorm van geweldsuitoefening.
De tijd is volgens Nietzsche een onafgebroken voortgaand medium, waar alleen het nu bestaat. Alles is vluchtig, niets is blijvend. De beweging van ontstaan en vergaan noemen we tijd, ze lost iedere identiteit op. (Deze visie van het zelf is vrijwel identiek met de boeddhistische visie).

## Esthetica
In de Griekse tragedie zijn twee tendensen werkzaam: het apollinische dat streeft naar orde, schoonheid en regelmaat, en het dionysische dat tracht alle orde en regelmaat teniet te doen in een liturgie van roes en oorspronkelijke chaos. Deze twee tendensen zijn volgens Nietzsche in alle kunstvormen, in verschillende mate, aanwezig.
De Griekse tragedie was oorspronkelijk een uitdrukking van het redeloos en gewelddadig voortstromen van het leven. In de oude Griekse tragedie gaat de held of heldin te gronde aan een onverzoenlijke tegenstelling waarin de goden hem of haar hebben geplaatst. De tragedie vormt de religieuze uitdrukking van het besef dat de rede nooit definitief vat kan krijgen op de werkelijkheid. In de tragedie worden volgens Nietzsche het apollinische en het dionysische versmolten. Het dionysische gaf de tragedie haar kracht, maar het apollinische maakte haar mogelijk als vorm van kunst. Later overheerst het apollinische in de Griekse kunst, vooral dankzij Euripides en Socrates. Apollo raakt, beroofd van zijn tegenhanger Dionysus, ontaard.
Nietzsche gebruikt Plato's visie op schijn en werkelijkheid, maar draait het om. Onze dagelijkse realiteit is een afschaduwing van de primaire werkelijkheid, die Nietzsche het 'Oer-Ene' noemt. In tegenstelling tot bij Plato is dit geen werkelijkheid van statische ideeën, maar juist van een onophoudelijk in beweging verkerend spel van krachten. Zoals hij in de vrolijke wetenschap, aforisme 109, schrijft : 'het totale karakter van de wereld is daarentegen in alle eeuwigheid de chaos'. Nietzsche keert aldus het platoonse wereldbeeld om: de werkelijkheid is de chaos, terwijl de wereld die we waarnemen de gestolde werkelijkheid is.
Voor zowel Plato als Nietzsche is de werkelijke wereld schijn van schijn. In onze dagelijkse wereld scheppen we een illusoire schijnwereld waarin het worden tot staan is gebracht. De kunst en de droom is op te vatten als een illusie van een illusie of schijn van schijn. Bij Nietzsche is het apollinische de schijn en het dionysische is de werkelijkheid. Hij draait Plato's visie op schijn en werkelijkheid om en trekt radicaal tegenovergestelde conclusies. Nietzsche heeft wel begrip voor deze illusie omdat het nodig is om te overleven. De grote fout van Plato is dat hij het dionysische verwaarloosd heeft.
Schoonheid is volgens Nietzsche niet het belangrijkste in de kunst. Kunst moet het wezen (de tegengestelde krachten) van de werkelijkheid uitbeelden. Schoonheid behoort tot het apollinische, de hoogste vorm van schijn in de slechte zin van het woord.
Naarmate de tragische kunst wijst op de overrompelende waarheid van de werkelijkheid heeft ze werkelijk openbaringskarakter en komt ze het filosofisch inzicht het dichtst nabij. Toch kan de kunstenaar het apollinische niet missen. Hij moet zijn dionysische inspiratie kunnen vormgeven.

## Ethiek

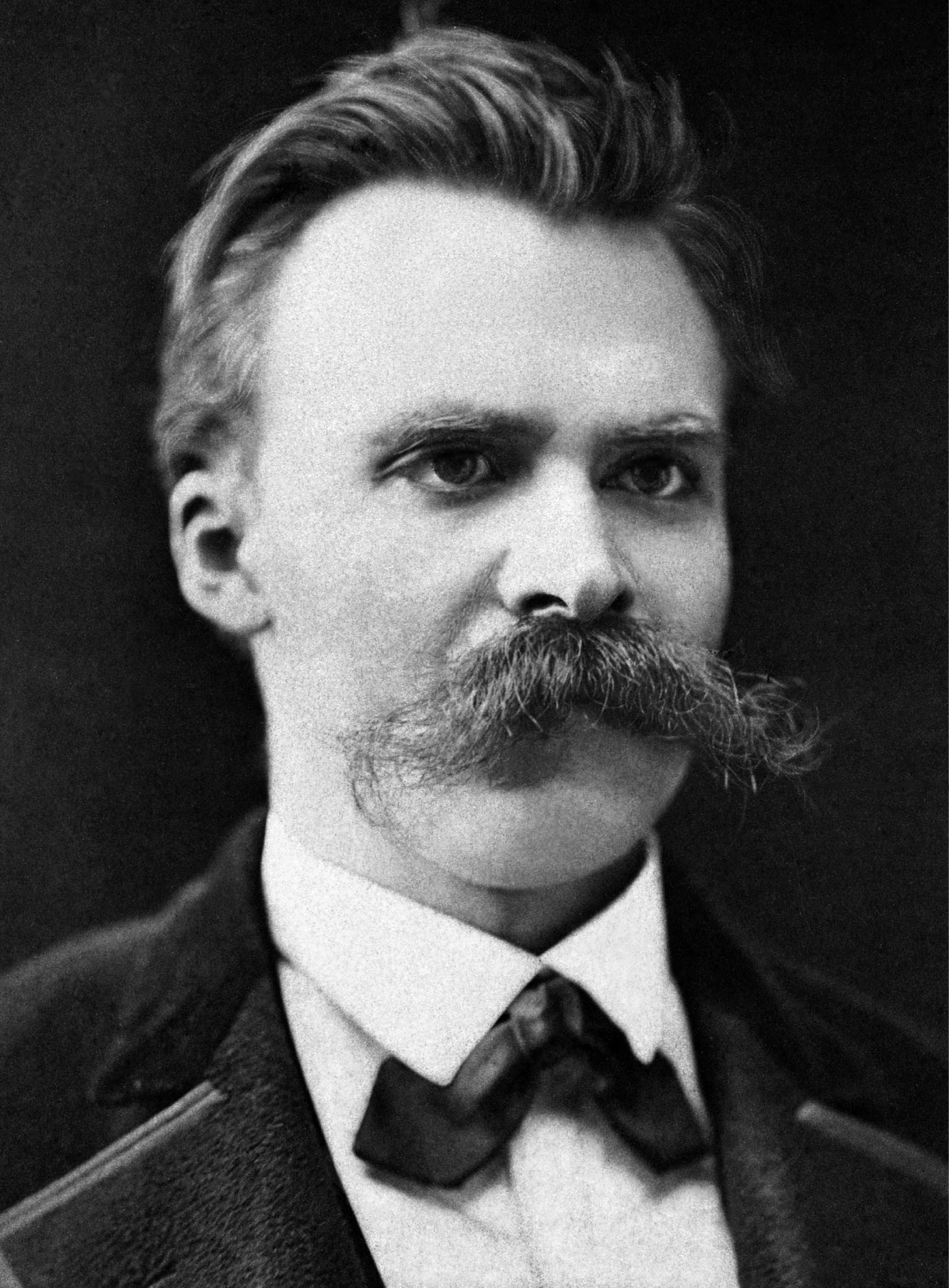
Friedrich Nietzsche rond 1875

Nietzsche heeft geen ethische theorie geschreven zoals de theorie van Immanuel Kant. Veeleer leverde hij kritiek op verschillende ethische theorieën. Men kan dit Nietzsches moraalkritiek noemen.

### Nietzsches moraalkritiek
In zijn natuurfilosofie, metafysica, kentheorie en esthetica verzet Nietzsche zich tegen iedere vorm van verdubbeling van de werkelijkheid. In zijn moraalkritiek kritiseert hij het hiernamaals als tweede werkelijkheid.
Nietzsche verwijt Plato, Socrates en hun opvolgers onoprechtheid. Hij beweert dat zij hun toehoorders een rad voor ogen draaien. Zij fnuiken het verlangen naar kracht en macht dat iedereen bezit en maken hiervan een verlangen naar een hiernamaals of een geloof in een sublieme moraal. De mensheid verandert hierdoor volgens Nietzsche van sterke individuen in een kudde schapen.
Nietzsche stelt:
- Het bestaan van moraal is een argument voor de onderliggende fundamentele kracht (de wil tot macht) van al wat leeft (volgens Nietzsche was deze fundamentele wil zelfs aan de res extensa toe te kennen); moraal wordt immers door sterke individuen misbruikt om de zwakkere individuen te onderwerpen. Het perspectivistisch invalspunt van Nietzsche staat hierbij centraal: een objectieve moraal bestaat niet, deze wordt verzonnen overeenkomstig de behoeften van het subject.
- Moraal is een dekmantel voor machtshonger van de 'priesterkaste'.

Volgens Nietzsche ontkennen zij die een sublieme moraal prediken de wil tot macht. Zelf gebruiken zij echter de moraal voor hun eigen machtshonger. Ze laten mensen geloven in een schimmige bovenwereld en devalueren daarmee de aardse werkelijkheid. Waarden worden geprojecteerd in een bovenwereld en raken daardoor hun aardse kracht kwijt.
Nietzsche gebruikt de 'genealogische methode' en doet historisch onderzoek naar de oorsprong van de moraal. De geschiedschrijving is nooit objectief, stelt hij, zij draagt steeds een bepaald perspectief en een bepaald belang uit. De genealogische methode vraagt naar vooronderstellingen en machtseffecten van morele stelsels. Nietzsche wil zo de platoonse, christelijke en burgerlijke moraal ontmaskeren.
Nietzsche heeft zich afgekeerd van de christelijke moraal. Dit hangt direct samen met een afwijzing van de bovenwerelden. De mens heeft volgens Nietzsche geen andere keuze dan de wereld te beamen zoals zij is, inclusief alle leed. Alle bovenwerelden zijn bedacht om het lijden en het menselijk onbehagen te kunnen verdragen.
Tevens heeft Nietzsche kritiek op de utilistische moraal van Engelse filosofen zoals Jeremy Bentham en John Stuart Mill. De utilisten gaan uit van de vooronderstelling dat het kwalificeren van een handeling als goed of slecht toekomt aan degenen die daarvan het voorwerp zijn. Dat is volgens Nietzsche echter niet vanzelfsprekend. Het toekennen van namen aan de werkelijkheid is een uiting van macht. Het kwalificeren van goede en slechte daden komt dus aan de machtigen, de actieven, toe. De sterken en de handelenden gaan niet uit van het nut voor de ander of voor de samenleving, maar vanuit hun eigen gevoel van krachtontplooiing, hun eigen verhevenheid en suprematie.
Nietzsche suggereert dat een omwenteling van morele waarden heeft plaatsgevonden. De moraal van de zwakken overheerst momenteel de moraal van de sterken. De zwakken bepalen op dit moment wat 'goed' en 'slecht' is.
Aanvankelijk bepaalde de sterke mens wat goed is. Nietzsche noemt dit de oude riddermoraal die grootsheid en belangeloosheid hoog in het vaandel heeft staan. Nietzsche onderscheidt een aristocratische en een volkse of slaafse moraal. De aristocraat streed voor zichzelf, maar niet uit winstbejag of zelfbehoud. Het slechte was het 'minne', het minderwaardige. Het 'slechte' volk kwam in opstand tegen de aristocraat door een subtiele omvorming van de moraal en morele terminologie. Zij gingen een houding van duldzaamheid en onderworpenheid goed noemen, slecht was datgene wat er tegenover stond, de aristocratische houding. Dit is een illustratie van de omkering van de moraal.
De aristocratie heeft volgens Nietzsche de kracht in zichzelf; zij is de dominante kracht en bepaalt zo de werkelijkheid. Door de werkelijkheid te bepalen bevestigt ze haar. Het ressentiment laat zich bepalen door iets van buitenaf (de herenmoraal) waartegen het reageert: het definieert zichzelf door nee te zeggen tegen datgene wat wél de kracht had om tegen het bestaan ja te zeggen. Het ressentiment meent dat achter het handelen van een persoon een oorsprong schuilgaat die voor dat handelen verantwoordelijk is. Het subject is in het ressentiment een neutrale abstracte instantie. Nietzsche ontmaskert het subject echter als een morele illusie. Nietzsche wil de handelende persoon niet losmaken van de handeling zelf en aanvaardt deze tweede werkelijkheid niet.
De hemel is een uitvinding van het ressentiment dat de sterken gestraft wil zien. De illusie van het hiernamaals komt zo voort uit haat tegen de sterksten. Nietzsche illustreert deze haatdragendheid met een citaat van Thomas van Aquino. Deze stelt dat het zien lijden van zondaars in de hel een van de geneugten van de hemel zelf is. Het perspectief van zaligheid is er een van haat en niet van liefde. Werkelijke liefde is van de aristocraten: onbaatzuchtig, respectvol, ook voor hun vijanden.
De interpretaties van Nietzsches genealogie vallen uiteen in een 'hypothetische' en een 'realistische' variant. De hypothetische interpretatie stelt dat Nietzsches genealogie geen waar relaas van de geschiedenis is, maar een provocerende en tegendraadse fictie, die ertoe aanzet om de beweringen van morele stelsels niet zonder meer te geloven. Goede bedoelingen, (onbewust) zelfbedrog uit eigenbelang en bewuste leugens zijn veeleer met elkaar verstrengeld dan netjes gescheiden.
Een realistische uitleg ziet Nietzsches relaas als waarheidsgetrouw en tevens als bruikbaar concept voor het heden en kan zelfs een inspiratiebron vormen voor proto-fascistische ideologie. De realistische uitleg gaat uit van het individu, hetgeen echter moeilijk te rijmen is met Nietzsches uitspraken dat het individu geen eenheid vormt maar is samengesteld uit vele drijfveren en machtsquanta. Ook is het niet consequent om het door Nietzsche aanbevolen wantrouwen jegens iedere waarheid te laten varen in de omgang met de waarheden die hij zelf aanprijst.
We moeten de wereld accepteren zoals zij is en moeten aanvaarden dat wij in het spel der krachten zijn opgenomen. Niet als een willend individu, maar als een samenstel van krachten dat aan andere krachten om ons heen is blootgesteld. Dit is de kosmische mystiek in Nietzsches filosofie.
Voor beide interpretaties zijn argumenten aan te voeren. Nietzsche heeft zich echter nooit ondubbelzinnig uitgelaten over de uitleg van zijn filosofie.

### Nietzsches deugdethiek
Nietzsche schreef geen deugdethiek zoals Aristoteles of Thomas van Aquino. Toch bespreekt hij in zijn oeuvre vele deugden, zoals grootmoedigheid, medelijden en vlijt. Onder het kopje 'Nietzsches moraalkritiek' staan de deugden grootsheid en belangeloosheid reeds vermeld.
Kenmerkend voor Nietzsches opvatting van moraal is zijn weerzin ten opzichte van de negatieve moraal, de moraal die voorschrijft wat niet te doen. In aforisme 304 van De vrolijke wetenschap uit Nietzsche zijn hekel aan alle negatieve deugden door deze aan te duiden als een verarming van het eigen zelf. Nietzsche heeft een voorkeur voor elke moraal die voorschrijft iets goed te doen. Voor een moraal die aanzet opdat men iets wil doen, telkens weer. Door de gerichtheid op het goede, stelt Nietzsche, valt vanzelf al wat niet bij het leven hoort van de mens af. Dit gebeurt zonder haat of ergernis, of zelfs zonder dat men het in de gaten heeft. Nietzsche is dus geen voorstander van een negatieve deugdethiek. Hij kiest daarentegen voor een positieve benadering: een moraal die aanzet tot doen en daardoor bepaalt wat niet te doen.
Nietzsche heeft een veelzijdige opvatting van de deugd. Zo stelt hij bijvoorbeeld dat er naast onze zichtbare deugden ook 'onbewuste' deugden bestaan. Dit beschrijft hij in aforisme 8 van De vrolijke wetenschap. Onbewuste deugden zijn een soort parallelle deugden met dezelfde naam als onze zichtbare deugden. Ze zijn echter vooralsnog onzichtbaar, het instrument om hen waar te nemen dient nog uitgevonden te worden.
Op vele plaatsen in zijn oeuvre spreekt Nietzsche van 'Europeanen van overmorgen' of 'eerstelingen van de twintigste eeuw'. Hij duidt hiermee een nieuw soort mens aan dat, volgens hem, weldra op het toneel zal verschijnen. In aforisme 214 van Voorbij goed en kwaad vraagt Nietzsche zich af wat voor soort deugden deze nieuwe mens bezit. Het zullen niet de trouwhartige en robuuste deugden van 'onze grootvaders' zijn stelt Nietzsche. De 'Europeaan van overmorgen' zal deugden hebben die zich het best aan de meest intieme en geheime neigingen van de nieuwe mens hebben aangepast.

#### Grootmoedigheid
De deugd grootmoedigheid bespreekt Nietzsche in aforisme 49 van De vrolijke wetenschap, ‘Grootmoedigheid en aanverwante zaken.’ Grootmoedigheid beschrijft hij als een paradoxaal verschijnsel dat optreedt bij mensen die over een machtige centrifugale kracht beschikken. Centrifugaal duidt op een kracht die het centrum wil ontvluchten (fugere). Mensen die zulk een kracht bezitten zijn snel bevredigd. Na deze bevrediging treedt bij hen direct oververzadiging en tegenzin op. Deze oververzadiging geeft aanleiding tot een vlucht in een tegengesteld gemoed.
Nietzsche geeft hier een voorbeeld van. Een grootmoedig persoon die de neiging tot wraak voelt, vervult deze neiging onmiddellijk door het fantaseren van de wraak. Hierop volgt walging over deze fantasieën. Deze walging leidt, vanwege de centrifugale kracht, tot het tegenovergestelde: vergeving en zelfs zegening van de vijand. De grootmoedige persoon is dus niet een persoon zonder wraakzucht, zoals wij hem gewend zijn te zien. Nietzsche denkt juist dat de grootmoedige de persoon is met de meest extreme wraakzucht. Een wraakzucht die zozeer op zoek is naar bevrediging dat ze deze bevrediging reeds in de gedachten aan wraak vindt.
Andere tekenen van een machtige centrifugale kracht zijn volgens Nietzsche plotselinge koelte bij een gevoelsmens en humor bij een melancholicus.
Het verschil tussen de grootmoedigen en de gewone mensen berust erop dat de gewone mens niet in staat is zijn voordeel naast zich neer te leggen (in aforisme 3 van De vrolijke wetenschap). De gewone mens is niet in staat te begrijpen waarom de grootmoedige met plezier zichzelf wegcijfert. De gedachte aan doel en eigen voordeel overtreft bij de gewone mens zijn instincten. Daarentegen is de grootmoedige altijd bereid zichzelf op te offeren voor datgene waartoe zijn instinct, zijn passie hem leidt. De eeuwige onrechtvaardigheid hierin is dat de grootmoedige niet in staat is in te zien dat zijn passie niet door de gewone mens wordt gedeeld en dat hij zelf een uitzondering is. Hierdoor begrijpt hij de gewone mens en diens rede niet en is hij verbaasd over de koers van de wereld die niet overeenkomt met wat naar zijn eigen inzicht nodig is.
Grootmoedigheid is volgens Nietzsche een van de deugden van de nieuwe mens, waarover hierboven gesproken is. Dit schrijft hij in aforisme 283 van De vrolijke wetenschap, waarin hij de nieuwe mens aanduidt als een voorbereidende dappere mens die een innerlijke drang heeft alle dingen te onderzoeken op wat eraan overwonnen moet worden. De grootmoedigheid van deze mensen toont zich in de overwinning. De nieuwe mens koestert dus geen wrok tegen hetgeen overwonnen is, maar zegent het veeleer.

#### Medelijden
Waar het begrip medelijden vaak wordt opgevat als een gunstige morele kwaliteit, is Nietzsches opvatting ervan juist ongunstig. Het begrip is in eerste instantie op drie manieren te typeren. Het is slecht: "(...) medelijden heet alleen bij decadenten een deugd." Het is schijnheilig: "Jullie hebben mij te wrede ogen en kijken begerig/wellustig naar lijdenden. Heeft jullie begeerte zich niet verkleed en noemt zij zich medelijden?" Het bestaat niet. Volgens Nietzsche bestaat medelijden niet - je denkt dat je iets goeds voor de ander doet, maar in werkelijkheid ben je op jezelf betrokken - en geeft in zijn werk hiertoe volgende argumenten tegen medelijden:
1. Blijk van zwakheid, tekortkoming of onvolkomenheid in het object van medelijden. Degene die lijdt is zwak en een gemakkelijke prooi voor de mensen die een gevoel van smart over het leed van anderen tonen.[17] Nietzsche zegt: "Want dat ik de lijdende lijden zag, daarover schaamde ik mij, omwille van zijn schaamte, en toen ik hem hielp, vergreep ik mij grof aan zijn trots."[18] Medelijden tast de waardigheid aan van degene die lijdt.
2. Blijk van zwakheid, tekortkoming of onvolkomenheid in het subject van het medelijden. De medelijdenden ontbreekt het fijne gevoel voor afstand, ze geven blijk van het onvermogen weerstand te bieden tegen prikkels en kunnen onder bepaalde omstandigheden bijna vernietigend ingrijpen in een groot noodlot. Het lijkt op slechte manieren.[19] Voor hen is dit het aangenaamste gevoel dat er bestaat, doordat ze weinig trots zijn en geen vooruitzicht hebben op grote veroveringen.[17] De zogenaamde ‘naastenliefde’ van het lijden met anderen is een gebrek aan zelf en zelfgevoel.[20] Het tast de waardigheid aan van degene die zogenaamd lijdt met anderen.
3. Helend leed van de lijder. Je ontneemt hem iets belangrijks als je lijdt met anderen. De medelijder wil alleen maar helpen en staat er geen moment bij stil dat er een persoonlijke noodzakelijkheid van het ongeluk bestaat. Hij beseft niet dat tegenslag net zo nodig is als het tegendeel daarvan. Geluk en ongeluk zijn tweelingen die samen opgroeien maar door het medelijden samen klein blijven.[21]
4. De totale hoeveelheid lijden neemt toe als je lijdt met anderen. Nietzsche zegt: "Er zijn mensen die uit medeleven met en zorg voor een ander zwaarmoedig worden; het soort medelijden dat daarbij ontstaat is niets anders dan een ziekte."[22] Door je het lijden van een ander voor te stellen en als het ware na te voltrekken, komt er meer lijden in de wereld. Er is er nu namelijk niet één die lijdt, maar twee. Het medelijden is een vermenigvuldiger van ellende die als bewaarder van ellendigheid een drijvende kracht is achter de vermeerdering van decadentie.[23]
5. Niet zelden verbonden met wraak en wreedheid. In Zur Genealogie der Moral noemt Nietzsche het christendom de religie van de onderdrukten, de zwakken, de armen en de slaven die vervuld zijn van haat jegens de sterken.
6. Medelijden is niet altruïstisch maar egoïstisch.[24] De medelijdende bevordert met zijn medelijden dus in feite zijn eigen welzijn, zijn eigen behaaglijkheid.[21] Hij is schijnheilig. Daaruit kan geconcludeerd worden dat medelijden als zodanig helemaal niet bestaat. Wat medelijden of ‘naastenliefde’ heet, maar wat eigenlijk niet zo kan worden genoemd, moet worden overwonnen. Dit beschouwt Nietzsche als een van de voorname deugden.[19] Een aanwijzing voor het overwinnen van de ‘naastenliefde’: "Hebt gij echter een lijdende vriend, wees dan een rustplaats voor zijn lijden, doch gelijk een hard bed, een veldbed: zo zult gij hem het meest tot baat zijn."[25] Nietzsche roept op tot het bestrijden (overwinnen) van medelijden. Niet alleen moeten de mensen moediger en sterker worden, maar vooral ook moet er aandacht komen voor de vreugde. In plaats van samen te lijden en zo de hoeveelheid lijden in de wereld te vergroten, zou men moeten leren zich samen te verheugen.[21]

#### Nietzsche en Stirner
Met name wegens zijn onconventionele visie op het egoïsme wordt Nietzsche vaak gezien als een geestverwant van Max Stirner, die in diens Der Einzige und sein Eigenthum het begrip unfreiwilliger Egoïst hanteert voor de velen die zich weliswaar verbeelden niet zelfzuchtig te zijn door iets heilig te verklaren buiten zichzelf (een geloof, ideaal of streven), maar ondertussen wel van anderen offers en ook onderwerping daaraan verlangen.
Reeds tijdens het leven van Nietzsche werd een overeenkomst tussen het gedachtegoed van Nietzsche met dat van Stirner opgemerkt.Dit ofschoon Stirner zelf nergens in de bekende geschriften van Nietszsche met name wordt genoemd. . Na het overlijden van Nietzsche in 1900  promoveerde de Franse filosoof Albert Lévy in 1904 met een proefschrift getiteld Stirner et Nietzsche waarin hij de overeenkomsten tussen hun opvattingen onderzoekt en tevens ingaat op de vraag of Nietzsche inderdaad bekend was met Stirner en diens werk: dit kon echter vooralsnog slechts worden afgeleid uit indirecte aanwijzingen in de door Nietzsche met onder meer zijn favoriete student Baumgartner gevoerde correspondentie, waarin hij melding maakt van een publicatie, waarin onder anderen ook Stirner en diens gedachtegoed behandeld wordt, namelijk het werk Geschichte des Materialismus und Kritik seiner Bedeutung in der Gegenwart van Friedrich Albert Lange uit 1865. 

## Nietzsches toekomstvisie en invloed
Nietzsche verwachtte dat het nihilisme in de nabije toekomst een absoluut hoogtepunt zou bereiken, de totale vervlakking en uitwissing van alle waarden. Nihilisme in nietzscheaanse zin is het punt van totale onverschilligheid waar de platoons-christelijke traditie instort. Na de periode van nihilisme volgt een omslag in de figuur van Zarathustra. Hij verkondigt dat er slechts één wereld is en dat elke hoop op heil vanuit een bovenwereld ijdel is.
De Wille zur Macht is de laatste waarheid en is het product van krachten. Waarheid is wisselend, nooit definitief, altijd partieel en partijdig, altijd perspectivistisch. De perspectivistische waarheid is waar voor de ontwerper van het perspectief. Deze waarheden zijn volgens Nietzsche tegelijk waar en niet-waar, zijn en schijn.
Nietzsche propageert aanvaarding van het leven en het lijden zoals het is, zonder berusting. Berusting was de oplossing van Schopenhauer en het boeddhisme, die Nietzsche na zijn eerste geschriften is gaan verwerpen. Nietzsche wil het menselijk bewustzijn terugplaatsen in de natuur waarin de geest een orgaan is dat dient om het leven te kunnen leven. De mens bezit kennis om hem houvast te geven en redeneervermogen voor kracht en slimheid om de werkelijkheid te beïnvloeden. Kennis en rede zijn volgens Nietzsche te ver doorgeschoten hulpmiddelen. Het terugplaatsen in de natuur is correctie daarop.
De 'grote gezondheid' is een leven dat opgaat in de natuur en alle krachten instinctief goed gebruikt zonder ze te laten aftappen door een metafysische schijnwereld. De grote gezondheid veronderstelt een radicale ommekeer in ons denken en vooral de beleving van onze waarden.
Het morele universum van de slaaf moet plaatsmaken voor dat van de aristocraat. De werkelijk aristocratische mens heeft eerbied voor zichzelf, voor de kracht in hem, die zich uit in zijn driften en behoeften en in de waarheden die hij projecteert op de wereld. Nietzsche ziet geweld als een deugd omdat strijd een intrinsiek gegeven van de natuur is. Geweld met open vizier staat echter boven achterbaks geweld dat, volgens Nietzsche, onder het mom van menslievendheid de mens knecht en breidelt. Dit betekent echter geen vrijbrief voor 'het blonde beest', een term uit de Genealogie van de moraal, dat door het nazisme is opgepakt.
Eeuwigheid bestaat volgens Nietzsche niet en dus is de mens eindig en zal hij uiteindelijk ondergaan. Men moet door pijn getuchtigd worden tot steeds sterkere liefde voor het leven zoals het is en niet zoals een zwakke wil zou wensen dat het was.
De bevestiging van het leven is voor Nietzsche onvoorwaardelijk en de ultieme test voor deze wil tot leven is de vraag of men het leven, smartelijk als het is, eventueel oneindig zou willen herhalen, steeds opnieuw, nooit beter of slechter dan het nu is – 'de eeuwige terugkeer van het gelijke'. In De vrolijke wetenschap brengt Nietzsche de eeuwige terugkeer van het gelijke leven in hypothetische vorm, in Also sprach Zarathustra behandelt hij het als een vaststaand gegeven, een dogma.
De übermensch is de vertolking van deze wil. De übermensch is het wezen 'mens' dat zichzelf heeft overstegen: "De mens is iets wat overwonnen moet worden!" (Aldus sprak Zarathustra) en "De mens is een touw tussen dier... en übermensch!" (Aldus sprak Zarathustra). Of wij tot de roeping van de übermensch in staat zullen zijn, zal afhangen van een wijziging van de huidige moraal. Het is in elk geval duidelijk dat deze visie op de mens en diens toekomst lijnrecht staat tegenover alle hedendaagse ethische bezwaren. De toekomst zal uitwijzen of de mens de moed zal hebben zichzelf te overstijgen.
Centraal in de doctrine van Nietzsche staat het besef dat:
- zijn en schijn onlosmakelijk met elkaar verweven zijn;
- er slechts één wereld is, waarmee we zullen moeten leren leven;
- deze wereld een wereld van wording en een blind spel van krachten is, waarvan wij zelf de producten en dragers zijn;
- wij deze krachten niet mogen verloochenen, maar zowel de bevrijdende (kracht, vreugde, dominantie, sterkte) als de smartelijke (leed, onherstelbaar verlies) kanten daarvan moeten omarmen;
- elke verleiding om een bestaan en rechtvaardiging daarvan te zoeken buiten de zuivere natuurlijkheid van de mens een verzwakking van het leven is.

## Receptie van Nietzsches werk

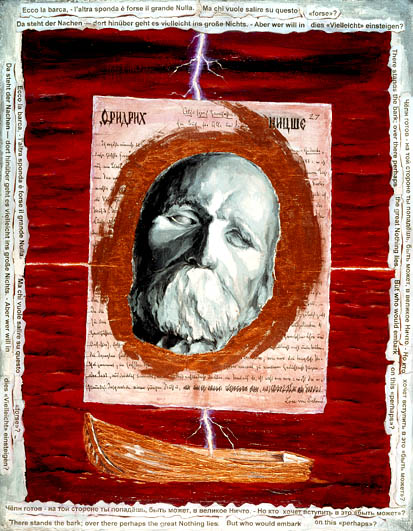
Portret van Nietzsche door de kunstenaar Lena Hades

Het begin van Nietzsches beroemdheid viel samen met een onbekende en daardoor onbenoemde — althans in de literatuur doorgaans slechts als "krankzinnigheid" aangeduide — geestelijke aandoening. In Duitsland nam zijn populariteit zienderogen toe. Waar hij, vóór zijn krankzinnigheid toesloeg, enkel werd gelezen door een beperkte groep mensen in avant-gardekringen, bereikte hij nu plotsklaps de grote massa. Veel was te danken aan een kleine schare vroege commentatoren onder wie Henri Lichtenberger, maar ook de inbreng van Nietzsches zus Elisabeth Förster-Nietzsche was groot. Zij richtte onder meer het Nietzsche-Archiv op in Weimar dat op haar aanvraag door Henry Van de Velde in 1903 werd verfraaid. Het Nietzsche-Archiv zette zich sterk in voor de verspreiding van Nietzsches populariteit. Hij werd opgenomen in advertenties en zijn beeltenis hing in vele Duitse woonkamers. Zijn cultstatus bereikte bijna het niveau van Otto von Bismarck. Naar verluidt zou na de Bijbel Nietzsches Also sprach Zarathustra het meest gelezen boek zijn geweest van de Duitse soldaten aan het front tijdens de Eerste Wereldoorlog. In het begin van de twintigste eeuw had Nietzsche eveneens veel invloed op diverse Duitse dichters.
Nietzsches filosofie werd gerecupereerd en misbruikt door het opkomende nazisme, onder invloed van zijn zus Elisabeth. Zij had namelijk de vrijheid genomen een gedeelte van Nietzsches werk te herschrijven, op zodanige manier dat het paste bij het nationaalsocialisme. Na de Tweede Wereldoorlog werd zijn filosofie gedenazificeerd. In de voormalige DDR waren zijn boeken tot aan de val van de Muur verboden.
In Frankrijk en België verschenen de eerste vertalingen pas in de late jaren 1890. Eerst erg fragmentarisch in La Société Nouvelle vanaf 1892 met commentaar van Georges Dwelshauvers, maar nadien zou Henri Albert de vertaling van Nietzsche monopoliseren en zijn volledig vertaald oeuvre op de markt brengen. Nietzsche was aanvankelijk vooral populair in anarchistische en progressieve avant-gardekringen. In Frankrijk werd hij een rage onder intellectuelen. Er ontstond (vooral bij Georges Bataille) een interpretatie van zijn werk waarin Nietzsche werd gezien als criticus en als mysticus. Centraal hierin stond de idee dat het denken zich uiteindelijk op niets kon baseren.
De nietzscheaanse wind kwam ook België binnengewaaid vanuit Frankrijk. Een sterk katholieke tegenreactie maakte echter voldoende antireclame om Nietzsche uit de populariteit te houden. Zijn moraalfilosofische ideeën werden immers gezien als een frontale aanval op de christelijke moraliteit die de Belgische samenleving aan het einde van de 19e eeuw nog stevig in haar greep had. Op academisch niveau werd hij zowel aan de Katholieke Universiteit Leuven als aan de Université Libre de Bruxelles en beide rijksuniversiteiten te Gent en Luik geschuwd als filosoof. In de artistieke avant-gardemilieus rond tijdschriften als La Jeune Belgique, L'Art Moderne, Durendal en Van Nu en Straks was zijn aanwezigheid marginaal en werden zijn leerstellingen evenzeer bestreden als bejubeld. Ook bij de Belgische anarchisten had hij zowel voor- als tegenstanders. Hij was in België geen onbekende, maar verwierf er bij lange na niet dezelfde populariteit als in Frankrijk of Duitsland.
Het eerste aan Nietzsche gewijde boek verscheen in 1894 onder de titel Friedrich Nietzsche, Germanje's Multatuli, proeve van beschouwing door R.A. Swanborn Gzn. (1894), en in hetzelfde jaar verscheen een korte biografie door B.H.C.K. van der Wijck. De eerste vertaling van De wil tot macht werd in 1903 uitgegeven, terwijl Aldus sprak Zarathustra. Een boek voor allen en niemand, in de vertaling van de medicus Lucien von Römer, in 1905 verscheen en De blijde wetenschap, in de vertaling van G.H. Priem in 1906. In Nederland oefende Nietzsche een beperkte aantrekkingskracht uit op de redactie van De Nieuwe Gids. Later zou ook Menno ter Braak en volgens sommige bronnen ook Maarten 't Hart sterk door Nietzsche beïnvloed zijn geweest.
In de Verenigde Staten en Groot-Brittannië werd vooral aandacht besteed aan zijn metafysische en kentheoretische ideeën. De aandacht voor Nietzsche kwam er pas na 1900. In Duitsland en Frankrijk ontstond ondertussen ook de zogenaamde levensfilosofie, met denkers als Henri Bergson, Wilhelm Dilthey en Georg Simmel, die Nietzsche als een inspiratiebron gebruikte.
In 1961 verscheen een belangrijke studie over zijn werk door Martin Heidegger. Hij kenmerkt Nietzsche als de laatste metafysicus. Alhoewel Nietzsche de metafysica ziet als een vorm van verdubbeling van de wereld, gelooft hij echter nog steeds aan een laatste metafysisch principe, de wil tot macht. Spinoza was hem daar met zijn Ethica en monisme reeds in 1679 in voor gegaan.
Nietzsche vormde een inspiratiebron voor het postmodernisme. Centraal hierin stond het perspectivisme in Nietzsches filosofie en het wezenlijk metaforische karakter van de taal.

## Varia
De beschrijving van het incident te Turijn in 1889 met het afgeranselde paard, dat is beschouwd als manifestatie van de geestelijke aftakeling van Nietzsche, inspireerde Béla Tarr tot het maken van de film Het Paard van Turijn.

## Werken

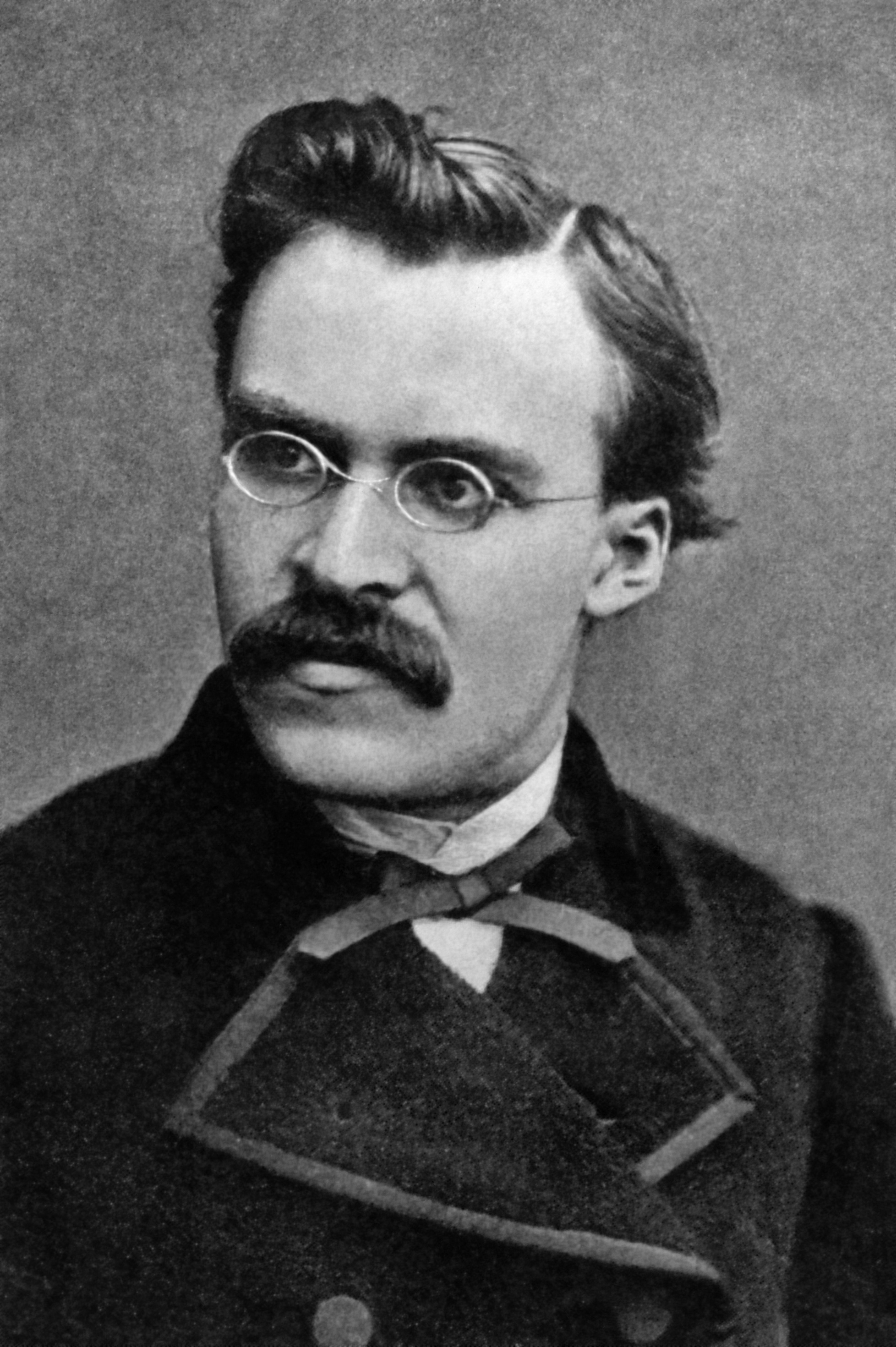
Friedrich Nietzsche rond 1869

- 1862 - Fatum und Geschichte [Fatum en geschiedenis]
- 1862 - Willensfreiheit und Fatum [Vrije wil en fatum]
- 1863 - Kann der Neidische je wahrhaft glücklich sein? [Kan de afgunstige werkelijk gelukkig zijn?]
- 1868 - Homer und die klassische Philologie [Homeros en de klassieke filologie]
- 1871 - Der Griechische Staat [De Griekse Staat] (Cf. ook Waarheid en cultuur. Een keuze uit het vroege werk, vert. Tine Ausma, 1983)
- 1872 - Die Geburt der Tragödie; volledige titel Die Geburt der Tragödie aus dem Geiste der Musik, uitg. Fritzsch, Leipzig (1872) (De geboorte van de tragedie, 2000, vert. Hans Driessen)
- 1872 - Ueber die Zukunft unserer Bildungsanstalten [Over de toekomst van ons onderwijs]
- 1873 - Über Wahrheit und Lüge im außermoralischen Sinn [Over waarheid en leugen in buitenmorele zin]
- 1874- Vom Nutzen und Nachteil der Historie für das Leben: zweite unzeitgemässe Betrachtung (Over nut en nadeel van geschiedenis voor het leven: tweede traktaat tegen de keer, vert. Vertalerscollectief Historische Uitgeverij, 1983)
- 1873-1876 - Unzeitgemässe Betrachtungen (Oneigentijdse beschouwingen, vert. Thomas Graftdijk, 1983, herz. Paul Beers, 1998. Verzameling van vier essays: David Strauss, de belijder en de auteur, Over nut en nadeel van de historie voor het leven, Schopenhauer als opvoeder en Richard Wagner in Bayreuth.)
- 1878-1880 - Menschliches, Allzumenschliches (Menselijk, al te menselijk, vert. Thomas Graftdijk, herz. Hans Driessen, 2000)
- 1880 - Der Wanderer und sein Schatten; volledige titel  Der Wanderer und sein Schatten - Zweiter Nachtrag zu "Menschliches u. Allzumenschliches", uitg. Ernst Schmeitzner, Chemnitz (1880).
- 1881 - Morgenröte. Gedanken über die moralischen Vorurteile (Morgenrood, vert. Pé Hawinkels, herz. Michel van Nieuwstadt, 1998)
- 1882 - Die fröhliche Wissenschaft (De vrolijke wetenschap, vert. Pé Hawinkels, 1976; herziene vert. Hans Driessen, 1999)
- 1882 - Idyllen aus Messina, dichtbundel
- 1883-1885 - Also sprach Zarathustra (Aldus sprak Zarathoestra, vert. P. Endt en Hendrik Marsman, 1941; vert. Karel Rossie, Zó sprak Tsaratoestra, 1969; vert. Wilfred Oranje, 1996. Zo sprak Zarathoestra, vert. Ria van Hengel, 2013)
- 1886 - Jenseits von Gut und Böse (Voorbij goed en kwaad, vert. Thomas Graftdijk, 1979, herz. Paul Beers, 1999)
- 1887 - Zur Genealogie der Moral (Over de genealogie van de moraal, vert. Thomas Graftdijk, herz. Paul Beers, 1998)
- 1888 - Der Fall Wagner (Het geval Wagner, vert. Hans Driessen, 1994)
- 1889 - Götzen-Dämmerung (Afgodenschemering, vert. Hans Driessen, 1997)
- 1889 - Der Antichrist (De antichrist, vert. Pé Hawinkels, 1973, herz. Michel van Nieuwstadt, 1997)
- 1889 - Ecce Homo (Ecce homo: hoe iemand wordt wat hij is, vert. Pé Hawinkels, herz. Paul Beers, 2000)
- 1889 - Dionysos-Dithyramben
- 1889 - Nietzsche contra Wagner (Nietzsche contra Wagner, vert. Hans Driessen, 1994)
- 1869-1889 - Nachlass  (Nagelaten Fragmenten, vert. Michel van Nieuwstadt & Mark Wildschut, 1998-2006; De vertaling van Nietzsches notaboekjes, uitgegeven in zeven delen, die hij over een periode van 20 jaar schreef. Deze zijn niet enkel een voortzetting van zijn werk (filosofie, psychologie, politiek, maatschappij, literatuur) maar werpen ook licht op een aantal aspecten van zijn filosofie die anders onduidelijk blijven (de übermensch, de Grote Politiek, het nihilisme, Nietzsches politieke, maatschappelijke en culturele intenties.) De Nagelaten Fragmenten zijn onontbeerlijk voor een goed begrip van zijn filosofie.)
- 1940 - Umwertung aller Werte: aus dem Nachlass zusammengestellt und herausgegeben von Friedrich Würzbach (Herwaardering van alle waarden, vert. Thomas Graftdijk, 1992. Bestaat uit vier boeken: Kritiek der hoogste waarden, gemeten aan het leven, Morfologie en ontwikkelingsleer van de wil tot macht, De zelfoverwinning van het nihilisme en Middag en eeuwigheid.)